# Джон Робърт Шрифър
Джон Робърт Шрифър (на английски: John Robert Schrieffer) е американски физик, носител на Нобелова награда за физика за 1972 година заедно с Лион Купър и Джон Бардийн за създаване на теорията на свръхпроводимостта.

## Биография
Роден е на 31 май 1931 година в Оук Парк, Илинойс. През 1956 г. Шрифър, Бардийн и Купър разработват теорията на свръхпроводимостта на кристални твърди тела. През 1957 г. Шрифър получава докторска степен. Чете лекции като професор в университетите в Чикаго, Пенсилвания, Корнуел и в Калифорнийски университет - Санта Барбара.
На 9 ноември 2005 година е осъден на 2 години затвор за непредумишлено убийство. През 2004 година заспива зад волана на колата си, която удря микробус, като при това убива един и ранява седем души.